# Espergærde Idrætsforening
Espergærde Idrætsforening (eller Espergærde IF, forkortet EIF) er en dansk fodboldklub, der holder til i den nordsjællandske by Espergærde. EIF blev grundlagt i 1935. Klubben spiller i Sjællandsserien

## Ekstern kilde/henvisning
- Espergærde IF's officielle hjemmeside Arkiveret 4. september 2011 hos  Wayback Machine